# Werner Arens (Amerikanist)
Werner Arens (* 1934) ist ein deutscher Anglist, Amerikanist und Hochschullehrer.

## Leben und Wirken
Werner Arens studierte bis 1959 Katholische Theologie und legte das erste Staatsexamen ab. Bis 1965 wendete er sich der Latinistik zu und absolvierte 1969 das zweite Staatsexamen. Ab 1965 war er als wissenschaftlicher Assistent tätig und promovierte auf dem Gebiet Anglistik/Amerikanistik 1973 an der Universität Regensburg. 1981 habilitierte er sich dort für Englische Philologie und Literaturwissenschaft. 1981/82 hatte er eine Lehrstuhlvertretung für Amerikanistik an der Universität Regensburg inne, 1982/83 dann an der Eberhard Karls Universität Tübingen, 1983/84 wieder an der Universität Regensburg (erneut 1986) sowie 1985 an der Universität Siegen. Von 1992 bis 1998 hatte er eine Professur für Amerikanistik an der Universität Stuttgart inne.
Werner Arens beschäftigte sich zum einen mit der alt- und mittelenglischen Literatur und der Literatur Australians. Zum anderen veröffentlichte er Schriften über die Kultur und Geschichte der Indianer Nordamerikas.

## Veröffentlichungen (Auswahl)
- Samuel Taylor Coleridge / Dejection. An Ode. In: Karl Heinz Göller (Hrsg.): Die Englische Lyrik. Bd. 1. Bagel, Düsseldorf 1968, S. 332–349.

- Die anglonormannische und die englischen Fassungen des Hornstoffes. Ein historisch-genetischer Vergleich. Akademische Verlagsgesellschaft, Frankfurt/M. 1973, ISBN 3-7997-0230-X (= Dissertation Universität Regensburg, behandelt die mittelenglische Romanze "König Horn")
- (Hrsg.): Mittelenglische Lyrik Englisch/Deutsch. Reclam, Stuttgart 1980, ISBN 3-15-009985-4.
- Das australische Drama nach 1955. In: Gerhard Stilz (Hrsg.): Drama im Commonwealth. Narr, Tübingen 1981, S. 11–30, ISBN 3-87808-534-6.
- The Image of Australia in Australian Poetry. In: Mirko Jurak (Hrsg.): Australian papers. Yugoslavia, Europe and Australia. Llublijana 1983, S. 217–236.
- Trends in Contemporary Australian Poetry. In: Konrad Gross/Wolfgang Klooss (Hrsg.): Voices from distant lands. Poetry in the Commonwealth. Königshausen & Neumann, Würzburg 1983, S. 34–49, ISBN 3-88479-111-7.
- (mit Hans-Martin Braun u. Friedrich Pöppel): The American Indian today. Diesterweg, Frankfurt/M. 1985, ISBN 3-425-04478-8.
- The Ironical fate of 'The Drover's wife'. Four versions from Henry Lawson (1892) to Barbara Jefferis (1980). In: Peter O. Stummer (Hrsg.): The story must be told. Short narrative prose in then new English literatures. Königshausen & Neumann, Würzburg 1986, S. 119–133, ISBN 3-88479-219-9.
- Late Middle English Political Poetry as ‘Public Poetry’. In: Uwe Böker (Hrsg.): The living middle ages. Studies in medieval English literature and its tradition. A Festschrift for Karl Heinz Göller. Belser, Stuttgart 1989, S. 167–181, ISBN 3-628-03992-4.
- Deconstruction and regeneration as Blakean contraries in Patrick White’s ‘Riders in the Chariot’. In: Heinz-Joachim Mühlenbrock (Hrsg.): Vorträge Anglistentag 1988 Göttingen. Niemeyer, Tübingen 1989, S. 126–146, ISBN 3-484-40118-4.
- (Hrsg., mit Hans-Martin Braun): Der Gesang des Schwarzen Bären. Lieder und Gedichte der Indianer. Zweisprachig. Beck, München 1992, ISBN 3-406-36736-4.
- (Hrsg.): Die Indianer. Ein Lesebuch. Beck, München 1993, ISBN 3-406-34091-1.
- (Bearb.): Der große weiße Büffel. Im Märchenland der Apachen und anderer Indianerstämme im Südwesten der USA. Herder, Freiburg/Br. 1993, ISBN 3-451-23178-6.
- (mit Hans-Martin Braun): Die Indianer Nordamerikas. Geschichte, Kultur, Religion. C. H. Beck, München 2004, ISBN 3-406-50830-8 (2. durchges. Aufl. 2008).